# Homeland (romance)
Homeland é uma  sequência do livro Pequeno Irmão de Cory Doctorow lançado em fevereiro de 2013. A novela está licenciada nos termos da licença Creative Commons Atribuição-NonCommercial-ShareAlike 2.5 e está disponível gratuitamente no site do autor.
A ideia do livro nasceu de eventos do caso de um estudante, Blake J. Robbins, que entrou com uma ação contra sua escola ao descobrir que os educadores vigiavam os estudantes através das webcams dos laptops.
Doctorow, nesse livro, baseou-se em conselhos de Swartz estabelecendo que seu protagonista poderia usar a informação já disponível sobre os eleitores para criar uma campanha política antiestablishment de raiz”. Em um capítulo do livro, Swartz escreveu: "estas ferramentas [de hacktivismo político] podem ser usadas por qualquer pessoa motivada e talentosa o suficiente... Agora cabe a você mudar o sistema... Diga-me se posso ajudar".

## Sobre o livro
Poucos anos após os eventos em Pequeno Irmão, o adolescente e ex-hacker-ativista, Marcus Yallow, encontra-se desempregado e incapaz de continuar sua educação por conta de empréstimos estudantis. Durante o festival Burning Man, ele recebeu um pen drive de dois ex-compatriotas, que são posteriormente seqüestrados por um de seus inimigos. De volta a São Francisco, Marcus começa a trabalhar para um candidato a  senador estadual. Ele encontra uma maneira de divulgar os devastadores documentos que recebeu sem pôr em perigo a campanha de seu chefe.